# Elektronische rock
Elektronische rock, ook wel synthrock, is een muziekstijl die wordt gespeeld op basis van klassieke rockschema's, waarbij er gebruikgemaakt wordt van elektronische muziekinstrumenten zoals een synthesizer en een drumcomputer. De muziekstijl ontstond toen in de jaren zestig de voorlopers van de synthesizer werden ontwikkeld. Een van de bekendere eerste nummers is Telstar (1962) van The Tornados.